# Negru de Strei
Porcul negru de Strei este o rasă de porc românească.

Negru de Strei

## Origine și modul de formare
Porcul Negru de Strei este o populație de porcine românească ca și porcul de Bazna, formată în depresiunea Hațegului de-a lungul râului Strei. Această populație s-a format începând din anul 1870 prin încrucișări nedirijate ale rasei locale Stocli cu rasele Mangalița, Cornwall, Berk. Este apreciat pentru rezistență organică și rusticitate.

## Aria de răspândire
Porcul Negru de Strei este reprezentat de o populație redusă la un efectiv de 2000-3000 animale care cresc în depresiunea Hațegului (județul Hunedoara).

Negru de Strei

## Însușiri morfo-productive
Condițiile de mediu în care crește porcul de Strei sunt destul de aspre, în aria sa de răspândire cultivându-se puține cereale. De aceea în hrana porcinelor se utilizează în măsură apreciabilă pășunea naturală la care se adaugă deșeuri culinare și puține concentrate. Cu cca. trei luni înainte de sacrificare, porcii se supun unei alimentații pentru finisare, bazată îndeosebi pe porumb.
Porcul Negru de Strei este de talie mijlocie spre mare, cu corpul turtit lateral, și se încadrează în tipul de producție mixt, de carne și grăsime.
Capul este mijlociu spre mare, îngust, cu râtul lung și cu profilul foarte ușor concav, aproape drept. Urechile sunt mari și blegi (aplecate), asemănătoare cu ale rasei Marele Negru. Gâtul este de lungime mijlocie, îngust și cu musculatura destul de redusă.
Trunchiul este potrivit de lung dar cu lărgimea redusă fiind turtit lateral. Linia superioară a corpului este concavă. Pieptul este stâmt. Greabănul, spinarea, șalele și crupa sunt înguste, slab îmbrăcate în musculatură. Abdomenul este puțin descins și prezintă pe partea inferioară 10-12 sfârcuri. Membrele sunt lungi și subțiri, dar rezistente asigurând o bună mobilitate a animalelor pe pășune. Părul este de culoare neagră, neted (ca la Cornwall) sau ușor ondulat (caracter moștenit de la Mangalița) unele exemplare putând avea extremitățile albe ca și rasa Berk. Perimetrul toracic este de 122 cm; lungimea corpului de 132 cm.
În ansamblu, porcul Negru de Strei se aseamănă cu rasa Cornwall, dar are talia mai mică, este mai puțin dezvoltat și mai puțin  precoce. Scroafele adulte cu greutatea corporală de 150-160 kg, iar vierii 180-190 kg. Animalele sunt rustice, rezistente și valorifică bine pășunea, fapt pentru care s-au menținut în zona de formare până în prezent. Carnea este de calitate, slănina este gustoasă. Este puțin pretențios la hrană și adăpostire.
Prolificitatea scroafelor este de 8-9 purcei. Greutatea purceilor la naștere este de 1-1,2 kg, iar la înțărcare, la vârsta de opt săptămâni 12-14 kg/cap, dovadă că scroafele au o capacitate de alăptare bună. Scroafele sunt bune mame și slăbesc mult în timpul alăptării.
Precocitatea  este mediocră spre slabă; tineretul se montează pentru prima dată la 12 luni. Se pretează bine pentru îngrășarea mixtă, tineretul peste greutatea de 50-60 kg (în perioada de îngrășare propriu-zisă) poate realiza sporuri medii zilnice de 650 g, în condiții de alimentație corespunzătoare.

## Importanță și perspective de dezvoltare
Având în vedere precocitatea slabă și producția mixtă, importanța economică a acestei populații este localizată exclusiv la aria actuală de răspândire cu posibilități modeste de creștere. Fiind apreciat pentru rezistența și rusticitatea sa, probabil, se va menține ca rezervă de gene. Este recomandat a se continua ameliorarea acestei populații de porcine prin selecție și încrucișare cu rasa Cornwall în vederea îmbunătățirii conformației, precocității și producției cantitative de carne.